# Ralf II. (Antiochia)
Ralf II. (lat. Radulfus, frz. Raoul; † 1196) war ab etwa 1193 bis zu seinem Tod lateinischer Patriarch von Antiochien.
Nach dem Tod des Patriarchen Aimerich von Limoges 1193 wurde Ralf II. zu dessen Nachfolger gewählt.
Zur Zeit seiner Wahl durchlebte das Fürstentum Antiochia kritische Zeiten. Fürst Bohemund III. und dessen ältester Sohn Raimund waren in armenische Gefangenschaft geraten und mussten im Vertrag von Baghras der Abtretung der Stadt Antiochien an den armenischen Fürsten Leo II. zustimmen. Das Fürstentum war indessen ohne wirksame Regierung. Um eine Besetzung der Stadt durch die Armenier abzuwenden, erhoben sich die Bürger von Antiochien, angeführt von Patriarch Ralf II., und übernahmen die Macht in der Stadt. Lateinische und griechische Einwohner verbanden sich durch öffentlichen Schwur eines Eides zur Kommune von Antiochien und standen Seite an Seite zur Verteidigung der Stadt gegen die Armenier. Der Kommune standen ein gewählter Bürgermeister und Konsuln vor, sie durfte alle Bürger der Stadt besteuern und erhielt einen Glockenturm, mit dem sie die Bürger im Verteidigungsfall zu den Waffen rief. Schließlich unterstützten auch die adligen Ritter und Barone die Bewegung. Nachdem sie die Armenier erfolgreich abgewehrt hatten und ihr Fürst 1194 aus der Gefangenschaft zurückgekehrt war, bestand die Kommune weiter.
Kurz nach der Rückkehr Bohemunds starb 1196 Ralf II.